# Robert Creeley
Robert Creeley (ur. 21 maja 1926 w Arlington, Massachusetts, zm. 30 marca 2005) – amerykański pisarz.

## Życiorys
Od 1943 do 1946 uczęszczał na Uniwersytet w Harvardzie, przy czym w latach 1944–1945 pracował dla American Field Service w Birmie i w Indiach. W 1946 w czasopiśmie Harvard Wake opublikował swój pierwszy wiersz. Od 1949 korespondował z Williamem Carlosem Williamsem i Ezrą Poundem. W 1950 zapoznany został z poetą Charlesem Olsonem, a w 1954, jako rektor Black Mountain College (college sztuk doświadczalnych w Północnej Karolinie), Olson zaprosił Creeleya, by dołączył do kadry wydziału i redagował Black Mountain Review. W 1960 Creeley otrzymał stopień magistra na Uniwersytecie w Nowym Meksyku w Albuquerque. Dzięki Black Mountain Review i własnym pismom krytycznym, Creeley pomógł zdefiniować obecną w powojennej poezji amerykańskiej tradycję niezależną od wpływów Pounda, Williamsa i Zukofsky'ego, a obecną w dziełach Olsona, Duncana, Allena Ginsberga, Denise Levertov, Edwarda Dornala. Od 1989 był profesorem poezji i nauk humanistycznych na Uniwersytecie państwa Nowego Jorku w Buffalo. W 1999 został wybrany na Kanclerza Akademii Poetów Amerykańskich.

## Publikacje
Robert Creeley opublikował ponad 60 książek z poezją w Stanach Zjednoczonych i za granicą, ważniejsze to:
- If I Were Writing This (Nowych Kierunków, 2003)
- Just in Time: Poems 1984–1994 (2001)
- Life & Death (1998)
- Echoes (1994)
- Selected Poems 1945–1990 (1991)
- Memory Gardens (1986)
- Mirrors (1983)
- The Collected Poems of Robert Creeley, 1945–1975 (1982)
- Later (1979)
- The Finger (1968)
- For Love: Poems 1950–1960 (1962)
- The Island (powieść, 1963)
- The Gold Diggers and Other Stories (1965)

## Nagrody i wyróżnienia
- Nagroda za Osiągnięcia Życiowe Lannan
- Medal Frosta
- Nagroda Memoriał Shelleya
- Narodowa Fundacja stypendium dla Sztuki
- Stypendium Fundacji Rockefellera i Guggenheim Foundation
- Poeta Laureat Nowego Jorku, od 1989 do 1991